# La Plata (Maryland)
 For alternative betydninger, se La Plata (flertydig). (Se også artikler, som begynder med La Plata)
La Plata (engelsk: [ləˈpleɪtə]) er en amerikansk by og administrativt centrum for det amerikanske county Charles County, i staten Maryland. Byen har 10.159(2020) indbyggere.